# Морон-де-ла-Фронтера
Морон-де-ла-Фронтера (ісп. Morón de la Frontera) — муніципалітет в Іспанії, у складі автономної спільноти Андалусія, у провінції Севілья. Населення — 28 467 осіб (2010).
Муніципалітет розташований на відстані близько 400 км на південний захід від Мадрида, 55 км на південний схід від Севільї.

## Демографія
Динаміка населення (INE ):

## Галерея зображень

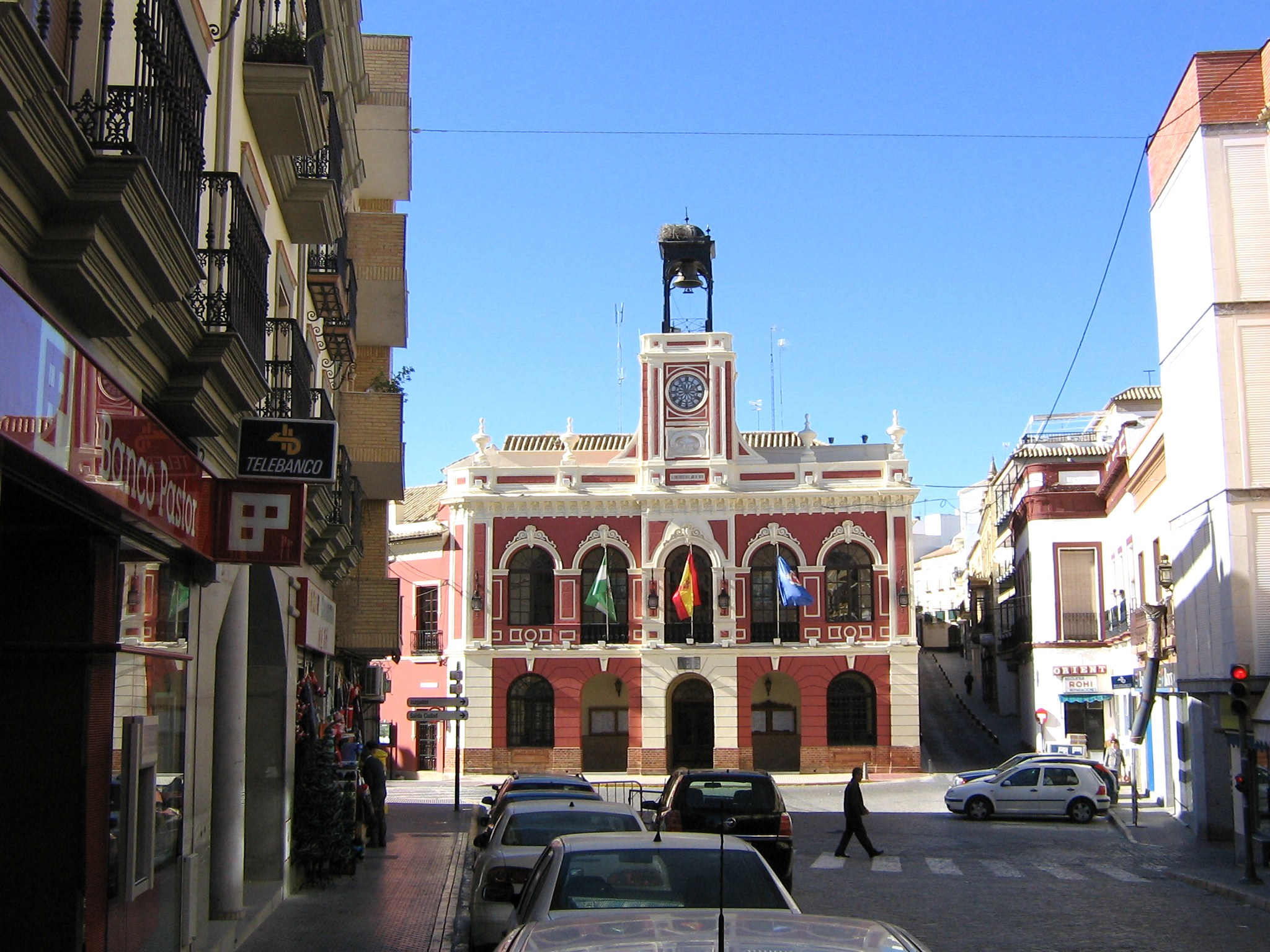
Муніципальна рада